# Petru Groza
Petru Groza (Băcia, 7 de desembre de 1884 — Bucarest, 7 de gener de 1958) va ser un polític romanès, primer ministre dels primers governs del Partit Comunista sota l'ocupació de la Unió Soviètica.
Format en Dret per les universitats de Budapest, Leipzig i Berlín, Groza va emergir com a figura pública en finalitzar la Primera Guerra Mundial, com a membre destacat del Partit Nacional de Romania (PNR).
L'any 1945, en acabar la Segona Guerra Mundial, esdevingué primer ministre, quan Nicolae Rădescu, general líder de l'Exèrcit romanès que havia assumit de forma interina el poder, fou forçat a renunciar per les pressions d'Andrei Y. Vishinsky, comissari de Relacions Exteriors de la Unió Soviètica.
Durant el mandat de Groza, que s'estengué fins a 1952, el rei Miquel I fou obligat a abdicar el 30 de desembre de 1947 i el país es convertí l'endemà oficialment en la República Socialista de Romania.
Tot i que fou succeït com a primer ministre per Gheorghe Gheorghiu-Dej el 2 de juny de 1952, Groza es mantingué com a cap d'Estat fins a la seva mort, el 1958, a causa de les complicacions derivades d'una operació a l'estómac. Tot i mai haver estat membre del Partit Comunista, va permetre la introducció d'aquest com a règim. Sota el seu mandat, es va dur a terme una forta repressió contra els polítics i els mitjans de comunicació oposats al comunisme, que continuà amb els governs posteriors.
En el seu record, la ciutat de Ştei fou rebatejada com a Dr. Petru Groza, nom que mantingué fins a la Revolució romanesa de 1989.

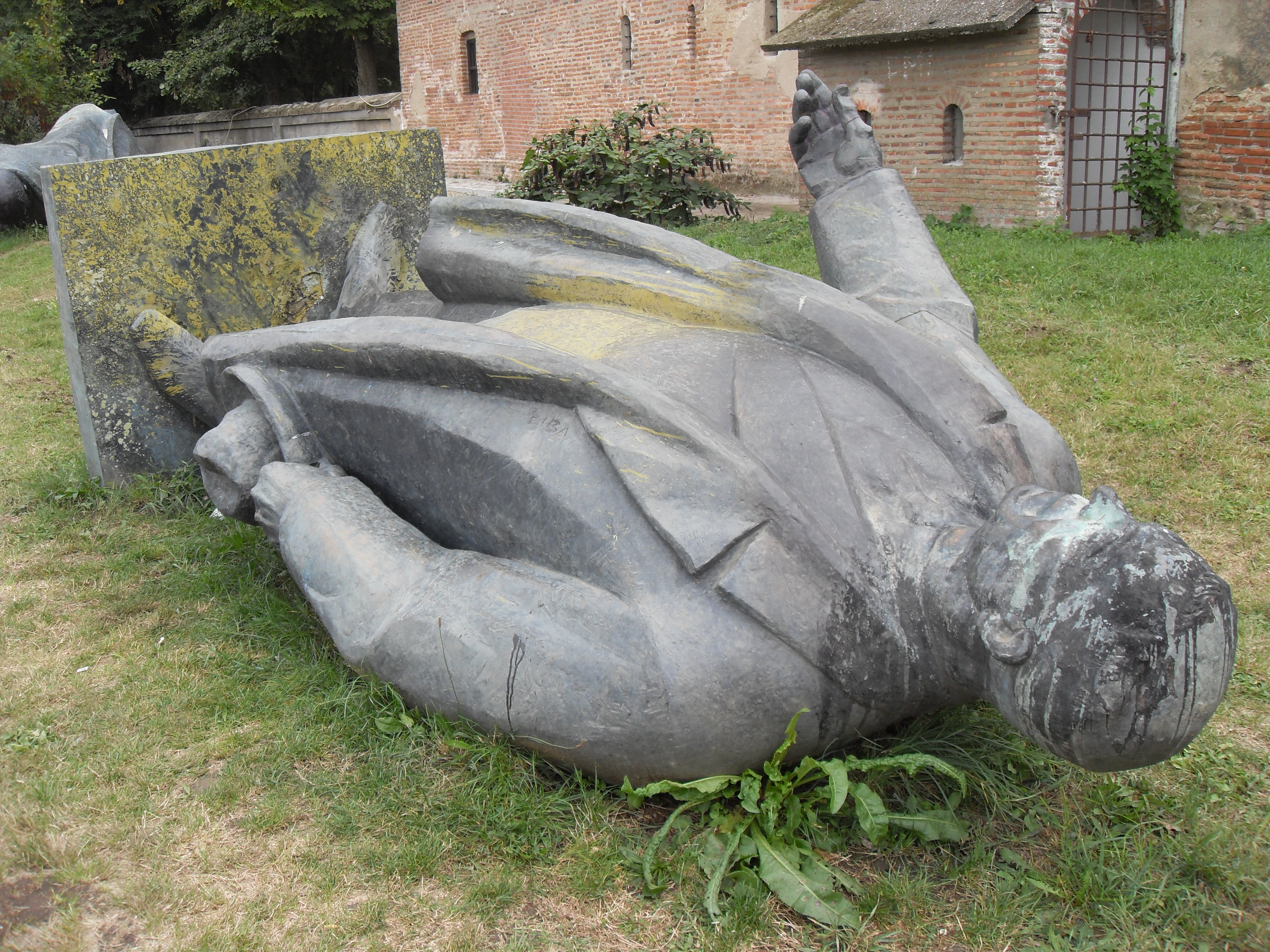
Estàtua tombada de Petru Groza, al Palau de Mogoşoaia (Romania, 2010)